# Villa Winter

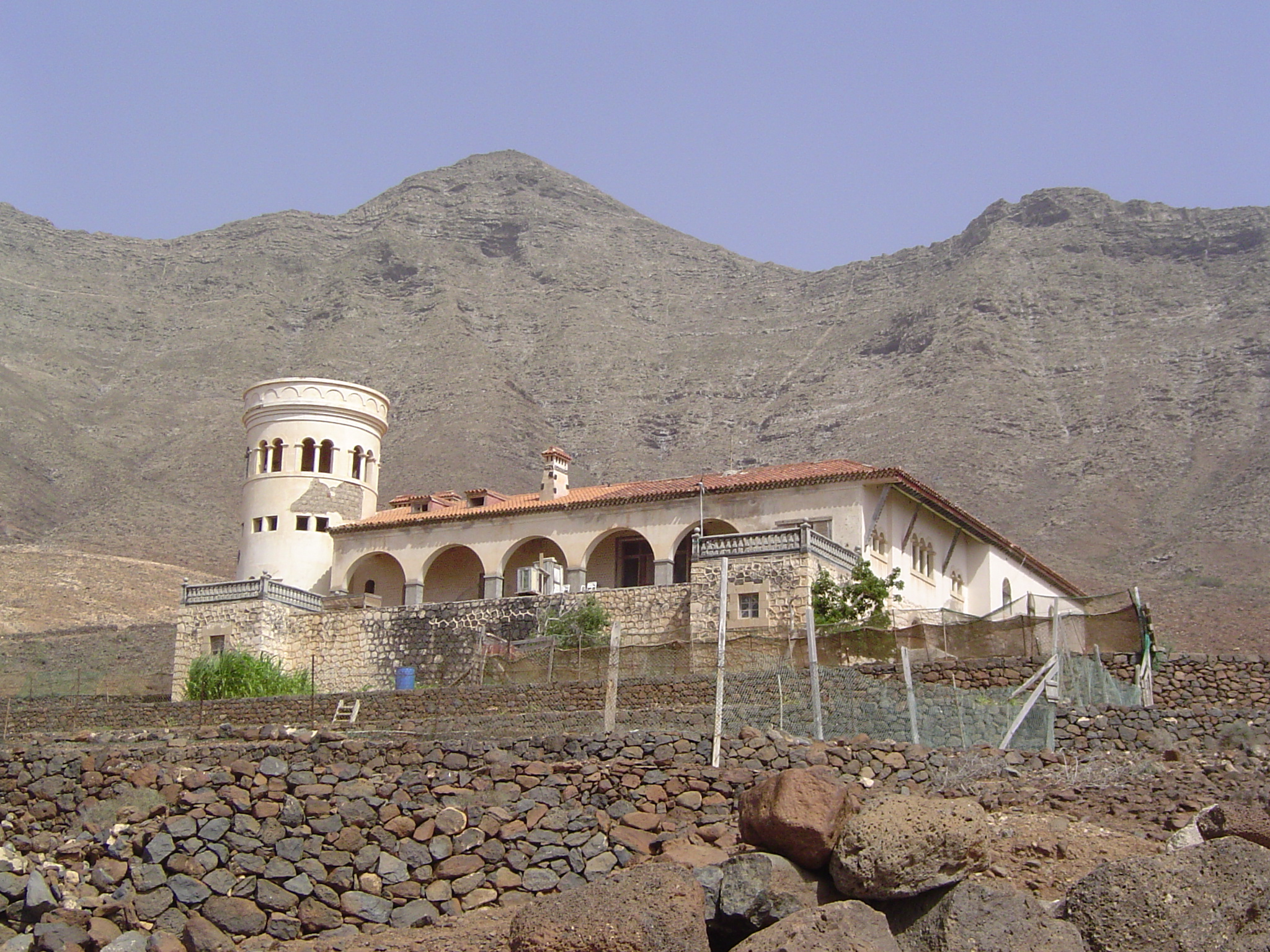
Die Villa Winter

Die Villa Winter (spanisch Casa Winter) ist ein Anwesen nahe dem Ort Cofete an der Westküste der Halbinsel Jandía auf der Kanareninsel Fuerteventura.

## Geschichte des Anwesens
Die Villa wurde nach dem am 10. Mai 1893 in Zastler im Schwarzwald geborenen deutschen Ingenieur Gustav Winter benannt und ist von Gerüchten und Mysterien umgeben. Das 1936 errichtete Haus besteht aus zwei Stockwerken, einem Turm in nordöstlicher Richtung und einer teilweise verschlossenen Unterkellerung. In manchen Reiseführern wird es als „Feriendomizil eines deutschen Generals“ erwähnt.
Gustav Winter arbeitete seit 1915 in Spanien und war an verschiedenen Projekten am Festland, auf Gran Canaria und schließlich auf Fuerteventura beteiligt. Die gängigen Spekulationen über die Aufgaben des Gustav Winter und die Funktion der Finca in Cofete sind:
- Errichtung eines geheimen U-Boot-Hafens während des Zweiten Weltkrieges
- Vorübergehende Unterbringung und auch Schutz in Bunkern im Baustil der Organisation Todt von Nazigrößen und deren Transport nach Südamerika, auf den Rattenlinien, in der Endphase des Zweiten Weltkrieges und in der frühen Nachkriegszeit.

Alle seriösen Recherchen deutscher und spanischer Journalisten haben keine dieser variantenreichen Spekulationen beweisen oder aber widerlegen können. Alle Indizien wie angeblich überdicke Wände, „heidnische“ Schnitzereien, überdimensionierte Stromleitungen und wunderliche Turmbauten lassen sich auf normale zeitgenössische Bauweisen eines deutschen Ingenieurs sowie damalige technische Verfügbarkeiten zurückführen. Insbesondere im Dachgeschoss finden sich typisch süddeutsche Holzkonstruktionen, wie sie damals im Schwarzwald üblich waren und in dieser Form auf den gesamten kanarischen Inseln einzigartig sind.
Angaben Winters in einem 1971, kurz vor seinem Tod, der Illustrierten „Stern“ gegebenen Interview nähren jedoch seither die Spekulationen: darin gab er als Erbauungszeitpunkt der Villa das Jahr 1958 an. Als Begründung der extrem abgelegenen und schlecht erreichbaren Lage führte er an, ein Naturliebhaber zu sein. Auch seine Bestrebungen, eine Tomatenplantage errichten zu wollen, erscheinen aufgrund der Unwirtlichkeit der Gegend und des natürlichen Wassermangels zumindest fragwürdig. Keine Erklärung wurde für das etwa 12 km westlich (⊙) gelegene Flugfeld gefunden.
Alle von Zeitzeugen belegten und heute noch nachvollziehbaren Motive sind landwirtschaftliche Aktivitäten an der West- und Ostküste. Des Weiteren zeichnete Winter für den Bau einer Straße von der Ostküste, beginnend zwischen der Costa Calma und Jandía, in Richtung Westküste verantwortlich. Der Bau dieser auch heute noch befahrbaren, teils asphaltierten Straße, die sich heute auf Privatgrund befindet, wurde aber nur bis zum Sattel des Bergzuges ausgeführt. Ein Abstieg nach Westen wurde nicht realisiert.
Nach dem Tod Gustav Winters († 1971) blieb die Villa im Familienbesitz. 1997 verkaufte die Familie das Anwesen an die spanische Lopesán-Gruppe.
Im Sommer 2015 produzierte History die mehrteilige Dokumentation „Hunting Hitler“ (deutsch: „Hitlers Flucht: Wahrheit oder Legende?“). Teil sechs der ersten Staffel befasst sich mit Spekulationen über die Villa Winter und das umliegende Gelände.
Nach Darstellung aus Sicht eines Nachkommen von Gustav Winter gehören sowohl der Bau der Casa Winter vor 1945 als auch U-Boot-Hafen und die Unterbringung von Nazi-Größen in den Bereich der Legende.

## Bildergalerie

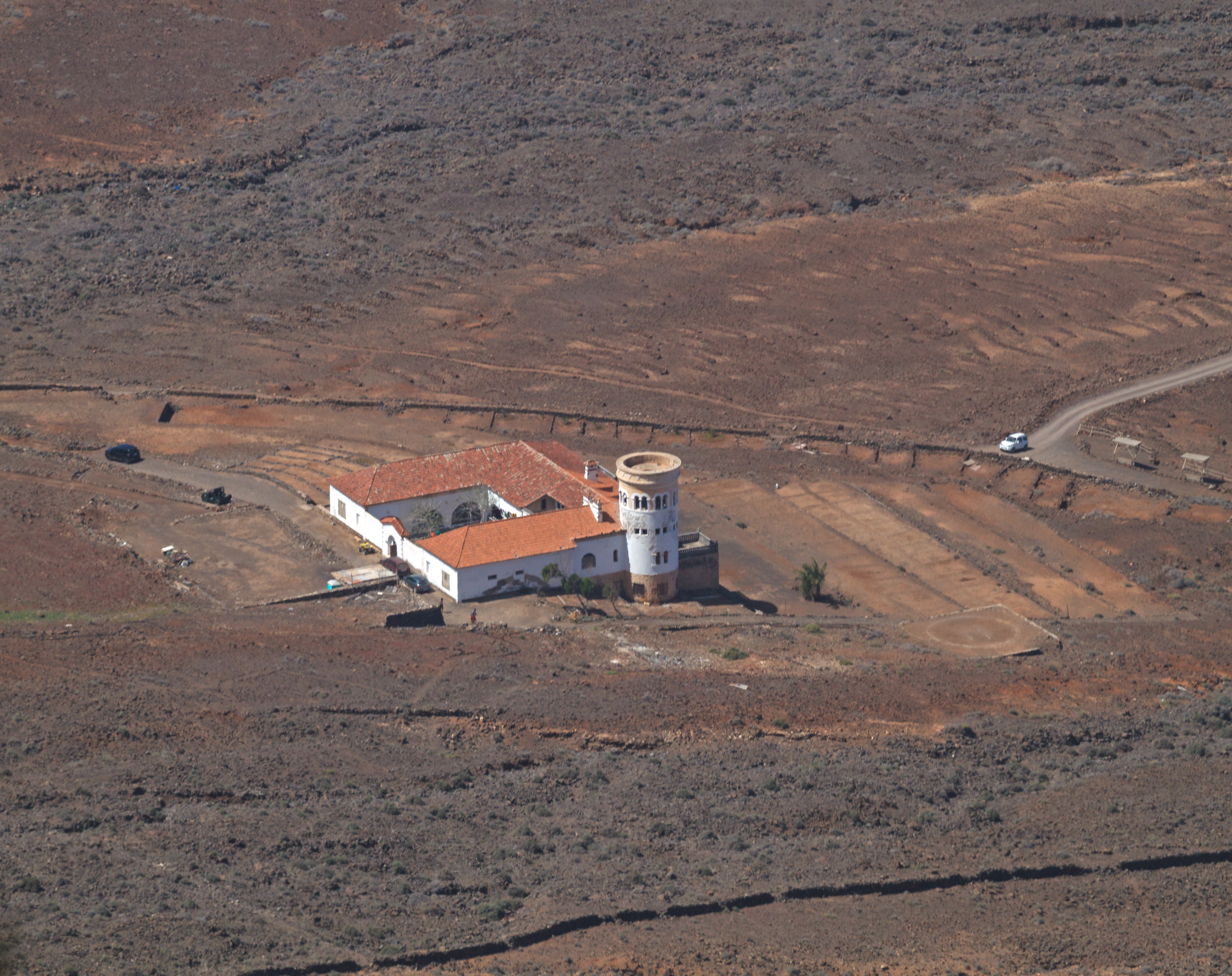
Blick vom Pico de la Zarza auf die Villa Winter
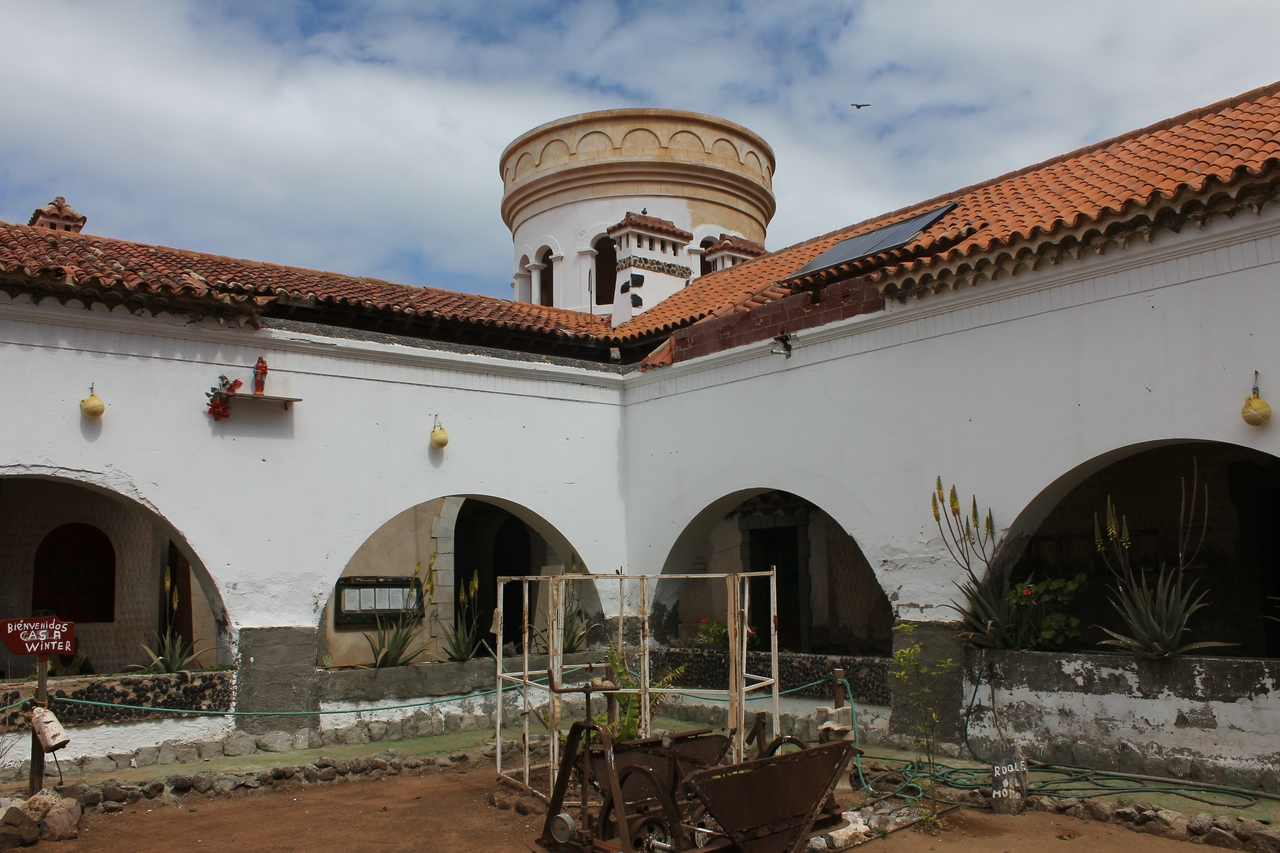
Innenhof März 2016
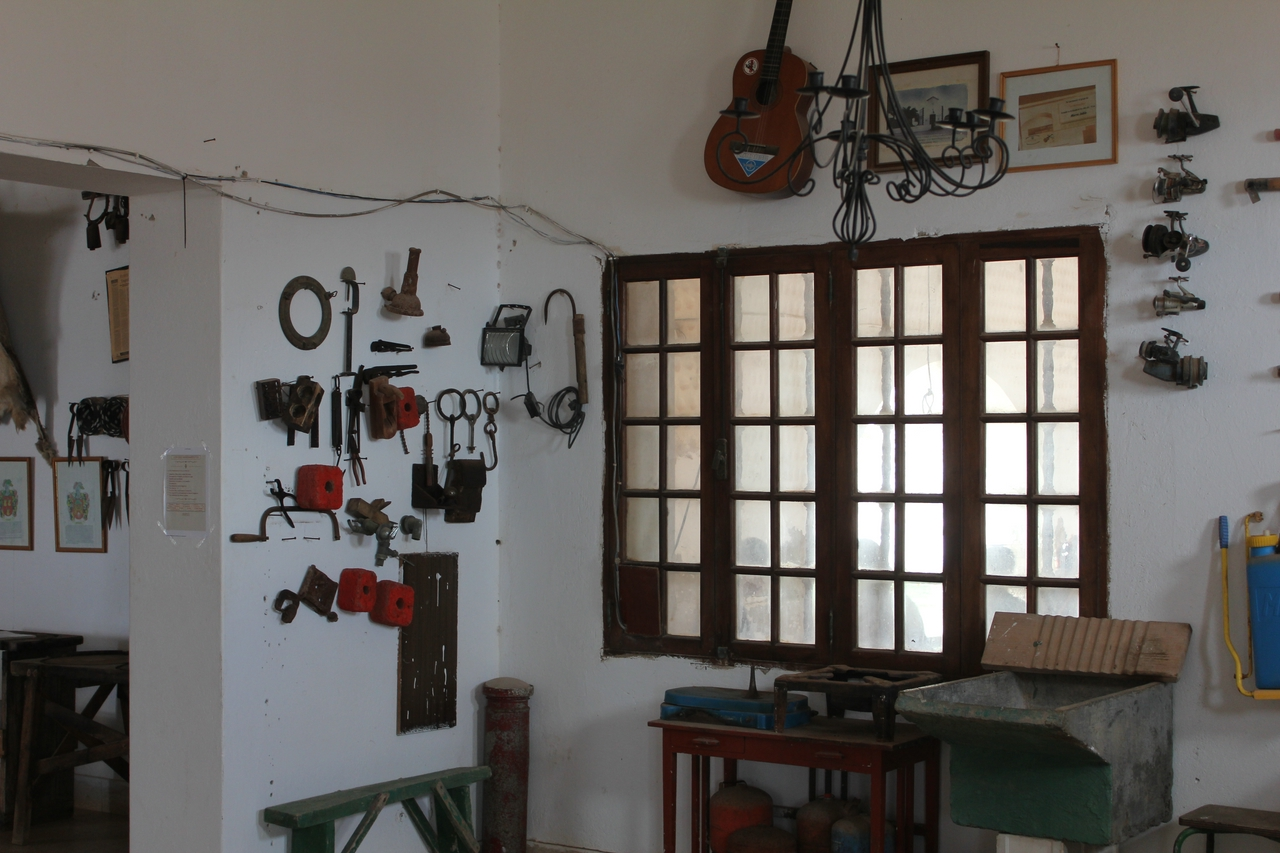
Innenraum März 2016
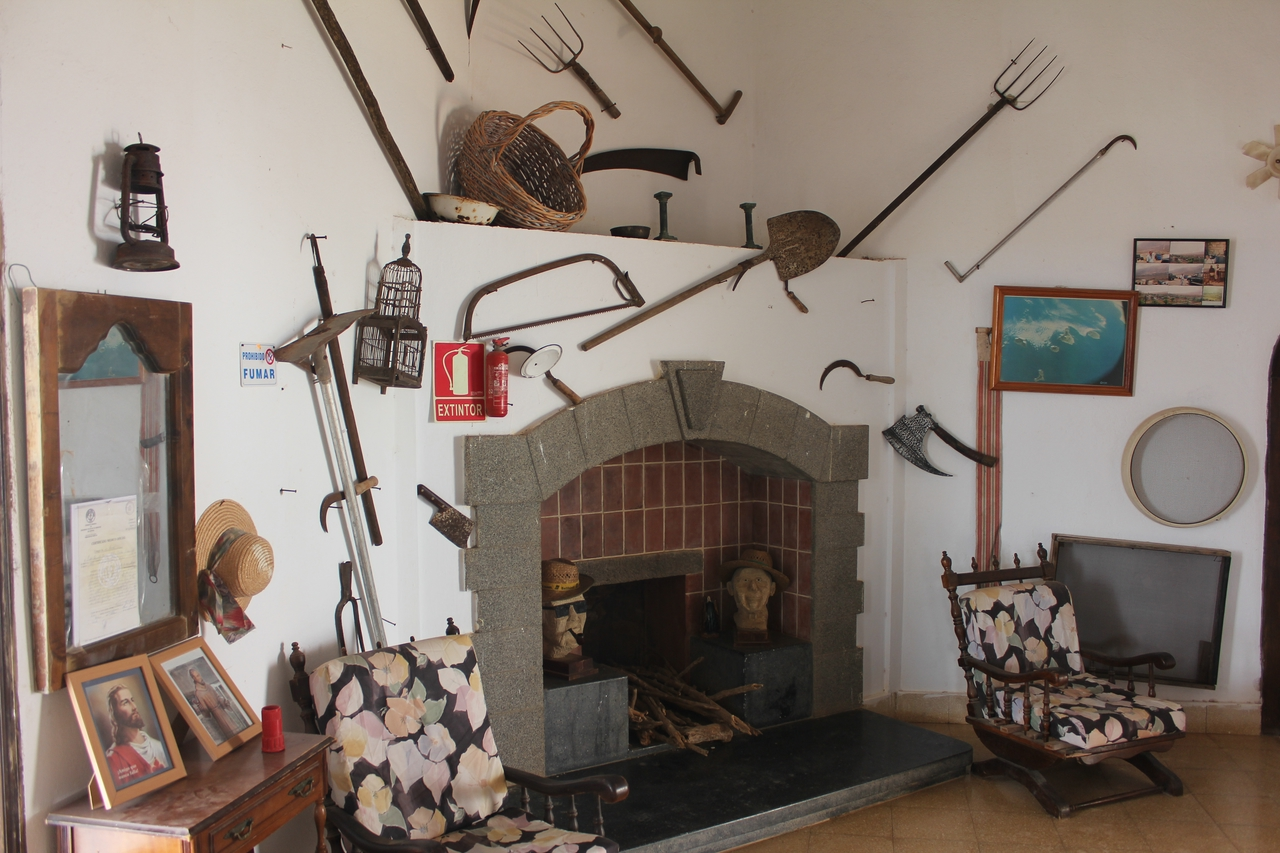
Innenraum März 2016